# Adelheid av Hessen
Adelheid av Hessen, född 1324, död 1371, var en drottning av Polen, gift med kung Kasimir III av Polen. 

## Biografi
Adelheid var dotter till lantgreve Heinrich II av Hessen och Elisabeth av Thüringen.
Vigseln ägde rum i Poznań 29 september 1341, och följdes av hennes kröning till drottning. Kasimir hade två döttrar från sitt första äktenskap, och äktenskapet med Adelheid hade arrangerats för att producera manliga arvingar, men förblev barnlöst.
Paret separerade snart efter bröllopet, och Adelheid bodde i femton år utan Kasimir på slottet i Żarnowiec. Prästerskapet tog Adelheids parti och försökte förgäves övertala Kasimir att försona sig med Adelheid, men han beskrivs som ständigt otrogen och frånvarande. I september 1356 förklarade sig Kasimir för skild och gifte om sig med sin älskarinna Krystyna Rokiczańska. Adelheid lämnade samma år Polen och återvände till Hessen. Påven ingrep till Adelheids förmån och förklarade hennes äktenskap med Kasimir för lagligt och Kasimirs skilsmässa och omgifte olagligt.
Kasimir förklarade sig 1364 åter skild och gifte 1365 om sig med Hedvig av Żagań. Påven förklarade dock även detta äktenskap för olagligt för Adelheids skull. 1368 förklarade dock påven slutligen äktenskapet mellan Adelheid och Kasimir för annullerat. 
Efter Kasimirs död 1370 gjorde Adelheids anspråk på sin arvsrätt efter honom, och 26 maj 1371 uppmanade påven Kasimirs efterträdare att respektera Adelheids egendom.